# Juan Orlando Hernández
Juan Orlando Hernández Alvarado (* 28. října 1968 Gracias) známý též jako JOH, je honduraský politik, obchodník a 55. prezident Hondurasu. Byl prvním honduraským prezidentem, který byl zvolen do druhého funkčního období.
V roce 2022 byl vydán k trestnímu stíhání do USA, kde byl v roce 2024 odsouzen k 45 letům vězení za pašování drog.

## Život
Hernández vystudoval právo na Universidad Nacional Autónoma de Honduras a v letech 1988–1989 byl předsedou asociace studentů práva na této univerzitě. V roce 1995 získal magisterský titul v právní administrativě na státní univerzitě v New Yorku. Začal pracovat jako právník a notář. Podnikl také podnikatelskou činnost a stal se majitelem kávové plantáže, hotelového řetězce a rozhlasových a televizních společností.
Hernández, který od roku 2001 zastupoval departement Lempira, v březnu 2009 nahradil Porfirio Lobo Sosa, který byl jmenován kandidátem na prezidentské volby, předsedou Národní strany Honduras. Od 25. ledna 2010 do 13. června 2013 byl také předsedou Národního kongresu, od kterého odstoupil v souvislosti s vlastní volební kampaní v prezidentských volbách. Během volební kampaně se zavázal vytvářet nové sociální programy, které poskytují více materiální pomoci nejchudším a kvalitnějším komunálním službám. Oznámil změny v oblasti vzdělávání, zaměřené na zvýšení úrovně univerzálnosti vzdělání, stejně jako na boj proti zločinu, což je jeden z hlavních problémů země. Navrhl pro tento účel zřízení zvláštních jednotek vojenské policie.
V prezidentských volbách konaných 24. listopadu 2013 získal 36,9% podporu a obsadil tak první místo. Jeho hlavní soupeř byla Xiomara Castro, manželka bývalého prezidenta Manuela Zelaya, který byl svržen v roce 2009 v důsledku převratu. Xiomara Castro však neuznala výsledky vyhlášené Nejvyšším volebním tribunálem a její manžel vyzval k demonstraci.
Na žádost národní strany Hondurasu 23. dubna 2015 odstranil Nejvyšší soud články ústavy a trestního řádu zakazují prezidentovi druhé po sobě jdoucím funkčním období. Prezidentské volby v Hondurasu v roce 2017 vyhrál opět Hernández. Zpoždění v počítání hlasů a manipulačních obviněních pak opakovaně vedla k nepokojům a protestům, po níž vláda uložila noční zákaz vycházení. Třicet demonstrantů bylo zabito a více než 800 zatčeno. Podle OSN a Meziamerické komise pro lidská práva "mnoho z nich bylo převeleno do vojenských zařízení, kde byli brutálně poraženi, uráženi a někdy mučeni". Dne 17. prosince 2017 vyhlásil Nejvyšší volební soud Hernandez se 43 % hlasů za vítěze, zatímco jeho soupeř Salvador Nasralla měl dosáhnout 41,5 %. Opozice nepřijala výsledek, i když část hlasování již byla přepočítána, aniž by se výsledek změnil. Znovu kandidovat již nemohl, tudíž v úřadu skončil 27. ledna 2022, kdy jej nahradila Xiomara Castrová.
V červnu 2020 byla u něj, stejně jako u jeho manželky Any Garcíi Carías a dvou jeho pomocníků, potvrzena nákaza nemocí covid-19. S příznaky podobnými pneumonii byl hospitalizován. Propuštěn byl po 16 dnech léčby na začátku července.
Spojené státy americké podezřívaly Hernándeze z napojení na drogové kartely. V únoru 2022 požádaly Honduraskou vládu o jeho zatčení a následné vydání, k čemuž také došlo. V březnu 2024 byl obvodním soudem pro jižní New York odsouzen k odnětí svobody na 45 let za pašování kokainu a zbraní do USA.

## Vyznamenání
- velkostuha Řádu jasného nefritu – Tchaj-wan, 2016[5]